# 6 май
6 май е 126-ият ден в годината според григорианския календар (127-и през високосна). Остават 239 дни до края на годината.

## Събития
- 1527 г. – Рим е ограбен от войските на Карл V.
- 1651 г. – В Рим е отпечатана първата печатна книга на новобългарски език Абагар.
- 1829 г. – Във Виена е регистриран първият патент за акордеон от Сирил Демиан и синовете му Карл и Гуидо.
- 1864 г. – Васил Левски става учител във Войнягово, Карлово.
- 1899 г. – Айфеловата кула официално е отворена за посетители.
- 1913 г. – Подписан е Гръцко-сръбският договор в Солун.
- 1924 г. – Подписан е Майският маниифест на ВМРО във Виена.
- 1931 г. – Във Венсен е открито Международното колониално изложение, посетено от 34 милиона души.
- 1937 г. – Германският цепелин Хинденбург е обхванат от пламъци и изгаря за минути, малко преди да се приземи; загиват 36 души.
- 1940 г. – Джон Стайнбек получава Пулицър за своята новела Гроздовете на гнева.
- 1946 г. – Първата Купа на Съветската армия е връчена от командването на съветските военни части в България на ПФК Левски (София).
- 1952 г. – Създадена е Азиатската конфедерация по волейбол.
- 1975 г. – Направена е първата копка на Националния радиотелевизионен център.
- 1981 г. – САЩ обвинява правителството на Либия в подпомагане на международния тероризъм.
- 1981 г. – Взето е решение бургаският футболен клуб ЖСК Локомотив (създаден 1932 г.) да се обедини със СФС Нефтохимик, като името на новия клуб е ДФС Нефтохимик.
- 1994 г. – Кралица Елизабет II и френския президент Франсоа Митеран председателстват откриването на Тунела под Ла Манш.
- 2001 г. – По време на свое посещение в Сирия, папа Йоан Павел II става първият папа, който влиза в джамия.

## Родени
- 1501 г. – Папа Марцел II († 1555 г.)
- 1574 г. – Папа Инокентий X († 1655 г.)
- 1683 г. – Джонатан Уайлд, английски престъпник († 1725 г.)
- 1758 г. – Андре Масена, френски маршал († 1817 г.)
- 1758 г. – Максимилиан Робеспиер, френски революционер († 1794 г.)
- 1856 г. – Зигмунд Фройд, австрийски психиатър († 1939 г.)
- 1856 г. – Робърт Пири, американски изследовател († 1920 г.)
- 1869 г. – Апостол войвода, български революционер († 1911 г.)
- 1871 г. – Кристиан Моргенщерн, немски поет и драматург († 1914 г.)
- 1872 г. – Вилем де Ситер, нидерландски астроном († 1934 г.)
- 1882 г. – Георги Атанасов, български композитор и диригент († 1931 г.)
- 1895 г. – Рудолфо Валентино, американски киноактьор от италиански произход († 1926 г.)
- 1904 г. – Хари Мартинсон, шведски поет, Нобелов лауреат († 1978 г.)
- 1906 г. – Андре Вейл, френски математик († 1998 г.)
- 1915 г. – Орсън Уелс, американски актьор, режисьор, продуцент и писател († 1985 г.)
- 1921 г. – Ерих Фрид, австрийски поет и белетрист († 1988 г.)
- 1939 г. – Георги Марианович, юрист и политик от Република Македония
- 1941 г. – Гена Димитрова, българска оперна певица († 2005 г.)
- 1945 г. – Боб Сийгър, американски певец
- 1946 г. – Кемал Маловчич, босненски народен певец
- 1947 г. – Алън Дейл, новозеландски актьор
- 1947 г. – Муравей Радев, български политик
- 1948 г. – Светла Бешовишка, българска пианистка и диригент на хор „Бодра смяна“ († 2016 г.)
- 1951 г. – Георги Марков, български зоолог
- 1951 г. – Самюъл Доу, Президент на Либерия († 1990 г.)
- 1952 г. – Кристиан Клавие, френски актьор
- 1952 г. – Майкъл О'Хеър, американски актьор († 2012 г.)
- 1953 г. – Тони Блеър, министър-председател на Обединеното кралство
- 1953 г. – Греъм Сунес, британски футболист и треньор
- 1958 г. – Николай Свинаров, български политик
- 1960 г. – Ан Парийо, френска киноактриса
- 1960 г. – Людмила Андонова, българска лекоатлетка
- 1961 г. – Джордж Клуни, американски актьор
- 1961 г. – Франс Тимерманс, нидерландски политик
- 1963 г. – Мая Новоселска, българска актриса
- 1969 г. – Ваньо Шишков, български футболист
- 1976 г. – Иван де ла Пеня, испански футболист
- 1978 г. – Айзък Куоки, ганайски футболист
- 1979 г. – Георги Вълов, български волейболист
- 1983 г. – Даниел Алвеш, бразилски футболист
- 1986 г. – Любомир Божинов, български футболист
- 1987 г. – Мун Гън-йон, южнокорейска актриса
- 1989 г. – Доминика Цибулкова, словашка тенисистка

## Починали
- 1859 г. – Александър фон Хумболт, германски естественик (* 1769 г.)
- 1862 г. – Хенри Дейвид Торо, американски писател (* 1817 г.)
- 1889 г. – Хайнрих Густав Райхенбах, германски ботаник (* 1823 г.)
- 1910 г. – Едуард VII, крал на Великобритания и Ирландия (* 1841 г.)
- 1913 г. – Александрос Схинас, гръцки анархист (* 1870 г.)
- 1919 г. – Лиман Франк Баум, американски детски писател (* 1856 г.)
- 1922 г. – Божидар Прокич, сръбски историк (* 1859 г.)
- 1922 г. – Петър Ораховац, български лекар (* 1857 г.)
- 1930 г. – Иван Телятинов, български революционер (* 1871 г.)
- 1949 г. – Морис Метерлинк, белгийски писател, Нобелов лауреат (* 1862 г.)
- 1952 г. – Ангелко Кръстич, македонски сърбоманин (* 1871 г.)
- 1971 г. – Хелене Вайгел, немски актриса (* 1900 г.)
- 1983 г. – Ник Дим Кос, български илюзионист (* 1901 г.)
- 1987 г. – Уилям Кейси, директор на ЦРУ (* 1913 г.)
- 1990 г. – Ирмтрауд Моргнер, немска писателка (* 1933 г.)
- 1992 г. – Марлене Дитрих, германска актриса (* 1901 г.)
- 2006 г. – Александър Миланов, български писател (* 1933 г.)
- 2021 г. – Ваня Костова, българска певица (* 1957 г.)

## Празници
- Ден на храбростта (1979 – сега)
- Празник на Българската армия (1931 – 1953, 1993 – сега) (професионален празник на военнослужещите)
- Празник на Военния орден „За храброст“
- Ден на животновъда (професионален празник)
- Православна църква – Свети Георги Победоносец (Гергьовден)
- Ден на градовете Ветрен, Вършец, Каварна, Луковит, Мездра, Петрич, Пещера, Поморие, Русе, Хаджидимово, Якоруда, на общините Бяла, Антон и Баните и на селата Замфир, Княжева Махала, Лозенец, Расово, Люляково, Изворово, Старосел
- Сирия – Ден на мъчениците